# Chi Đa hương
Chi Đa hương hay chi Lam pô hoặc chi Tra gỗ (danh pháp khoa học: Polyosma) là một chi của khoảng 60 loài cây gỗ bản địa của khu vực Đông Nam Á. Chúng có tại khu vực từ miền đông Himalaya và Hoa Nam kéo dài về phía nam qua Đông Nam Á tới vùng duyên hải phía đông Úc và Nouvelle-Calédonie.
Vị trí phân loại của nó từ lâu đã là không chắc chắn: theo truyền thống nó được đặt trong họ Grossulariaceae, nhưng trong hệ thống APG II năm 2003 người ta đã đặt họ riêng cho chính nó là Polyosmaceae, không đặt trong bộ nào trong phạm vi nhánh euasterids II (campanulids). Nghiên cứu phân tử gần đây cho thấy Polyosmaceae là chị em với Escalloniaceae, vì thế website của Angiosperm Phylogeny Group khuyến cáo họ đó nên được mở rộng ra để bao gồm cả chi này, và điều này đã được ghi nhận trong hệ thống APG III.

## Một số loài
- Polyosma alangiacea F.Muell.[4]
- Polyosma annamensis Gagnep.: Đa hương Trung Bộ, đa hương nam, tra gỗ.
- Polyosma blaoensis O.Lecompte: Đa hương Bảo Lộc, tra gỗ.
- Polyosma brachyandrum  Domin[4]
- Polyosma brachystachys Schltr.[5]
- Polyosma cambodiana Gagnepain[6]
- Polyosma comptonii Baker f.[5]
- Polyosma cunninghamii Benn.[4]
- Polyosma discolor Baill.[5]
- Polyosma dolichocarpa Merr.: Đa hương trái dài, lam pô.
- Polyosma elongata Geddes: Đa hương dài, lam pô, tra gỗ.
- Polyosma hirsuta C.T.White[4]
- Polyosma integrifolia Blume[6]: Đa hương lá nguyên, lam pô, tra gỗ.
- Polyosma leratii Guillaumin[5]
- Polyosma mutabilis Blume: Tra gỗ.
- Polyosma nhatrangensis Gagnep.: Đa hương Nha Trang, lam pô, tra gỗ.
- Polyosma pancheri Baill.[5]
- Polyosma podophylla Schltr.[5]
- Polyosma reducta F.Muell.[4]
- Polyosma rhytophloia C.T.White & W.D.Francis[4]
- Polyosma rigidiuscula F.Muell. & F.M.Bailey[4]
- Polyosma spicata Baill.[5]

## Hình ảnh

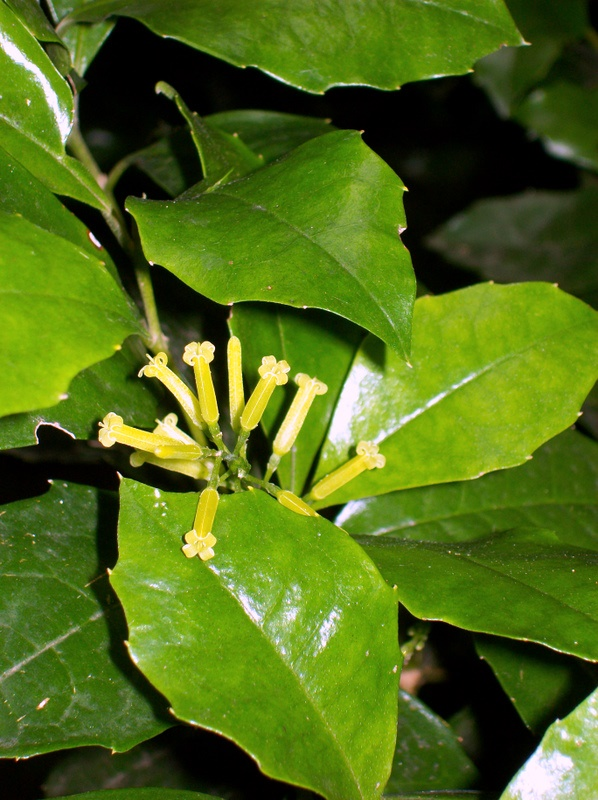